# كارل غودارد
كارل غودارد (بالإنجليزية: Karl Goddard)‏ هو لاعب كرة قدم بريطاني، ولد في 29 ديسمبر 1967 في Holbeck ‏ في المملكة المتحدة. لعب مع برادفورد سيتي وكولتشستر يونايتد ومانشستر يونايتد ونادي إكزتر سيتي ونادي برادفورد بارك أفنيو ونادي هيرفورد.